# Kromołów
Kromołów ist ein Stadtteil von Zawiercie, in der Woiwodschaft Schlesien in Polen, östlich des Stadtzentrums.

## Geschichte
Das Dorf Cromolou wurde im Jahr 1193 bzw. 1250 (aus Abschriften einer päpstlichen Bulle aus dem 15. oder 16. Jahrhundert bekannt) erstmals urkundlich erwähnt, obwohl viele heutige Veröffentlichungen behaupten, dass es um das schlesische Kramelau ging. Die Pfarrei Chromow bzw. Chromolow unzweifelhaft im Bistum Krakau tauchte in den Jahren 1326 und 1327 auf. Die Stadt Cromelow wurde vor dem Jahr 1388 angelegt. Der besitzanzeigende Ortsname (Suffix -ów, im 15. Jahrhundert auch -owo) ist vom Personennamen Kromoła (altkirchenslawisch kramola: Aufstand, Aufruhr) abgeleitet.
Der Ort gehörte administrativ zum Kreis Lelów in der Woiwodschaft Krakau in der Adelsrepublik Polen-Litauen. 1530 wurde Kromołów von Severin Boner u. a. mit den Städten Ogrodzieniec, Bydlin und Włodowice an Jakub Boner verkauft. In der Zeit der Reformation war die Kirche in kalvinistischen bzw. arianischen (der Polnischen Brüder) Händen, deswegen entstand im späten 16. Jahrhundert die katholische Pfarrei im Dorf Skarżyce unmittelbar nördlich der Stadt. Die römisch-katholische Pfarrei von Kromołów umfasste um das Jahr 1600 auch die Ortschaften Bielanowice, Bzów, Karlin, Łośnice, Pomrożyce, Samosice, Zawiercice (Zawiercie) sowie die Eisenhammer (Kuźnica): Kuźnica, Kuźnica Niczowa und Kuźnica Zawadzka. Im 17. und 18. Jahrhundert wurde die Stadt einige Male verwüstet, z. B. in der Schwedischen Sintflut.
Im Zuge der Dritten polnischen Teilung kamen sie 1795 an Preußen als Teil von Neuschlesien. 1807 kamen sie ins Herzogtum Warschau und 1815 ins neu entstandene, russisch beherrschte Kongresspolen. 1827 gab es in Kromołów 186 Häuser mit 1153 Einwohnern. 1848 wurde die Warschau-Wiener Eisenbahn durch das im Westen benachbarte Dorf Zawiercie eröffnet. Im Jahr 1827 zählten die Orte Zawiercie Duże und Małe insgesamt 418 Bewohner, aber dank der Industrialisierung in der zweiten Hälfte des 19. Jahrhunderts übertraf es Kromołów, das im Jahr 1870 das Stadtrecht verlor, im Zusammenhang mit dem Januaraufstand. Nachdem das modern urbanisierte Zawiercie 1915 von der deutschen Besatzungverwaltung Stadtrecht erhalten hatte, blieb Kromołów im österreichischen Besatzungszone von Landwirtschaft geprägt.
Nach dem Ende des Ersten Weltkriegs kam sie zu Polen. Im Jahr 1921 gab es in der städtischen Siedlung Kromołów, im Sitz der gleichnamigen Gemeinde im Powiat Będziński der Woiwodschaft Kielce 350 Häuser mit 2497 Einwohnern, es waren überwiegend polnische Römisch-Katholiken, es gab auch 275 Juden. Die ganze Gemeinde umfasste auch Blanowice, Bzów, Dąbrówka-Żarki, Grab, Łośnice, Morsko, Piecki, Pomrożyce, Skarzyce, Stawki, Warta und Wydra Zielona.
Beim Überfall auf Polen 1939 wurde das Gebiet von den Deutschen besetzt und dem Landkreis Warthenau im neuen „Ostoberschlesien“ zugeordnet. Während der Volksrepublik Polen wurde Kromołów im Jahr 1973 wieder zum Sitz einer Gemeinde, die auch Blanowice, Bzów, Karlin, Łośnice, Pomrożyce, Skarżyce und Żarkowice mit um 6300 Einwohnern umfasste. 1977 wurde die ganze Gemeinde nach Zawiercie eingemeindet, die heute über die Hälfte des Gebiets der Stadt ausmacht.

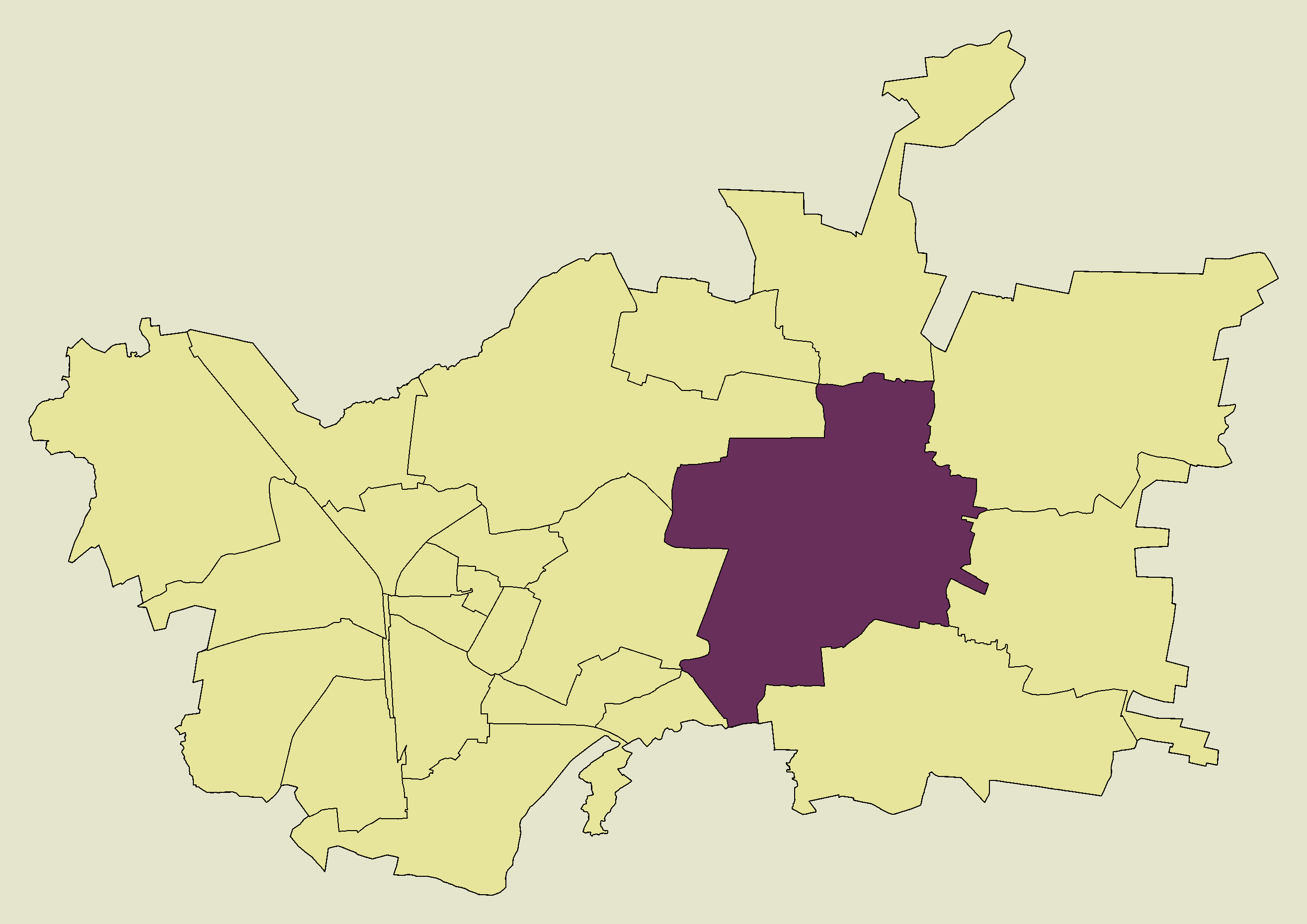
Lage des Stadtteils in der Stadt
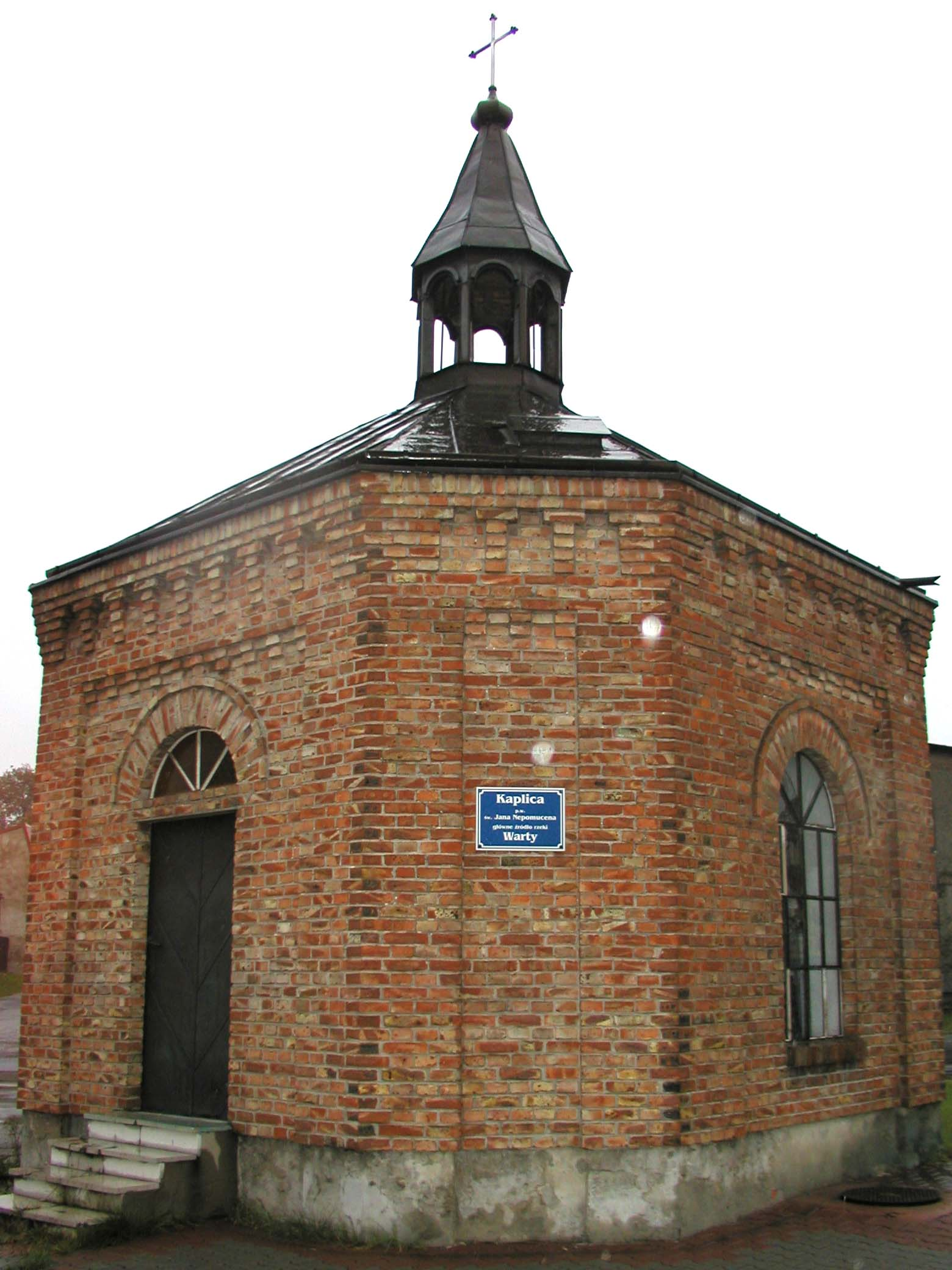
Kapelle die Quelle der Warthe
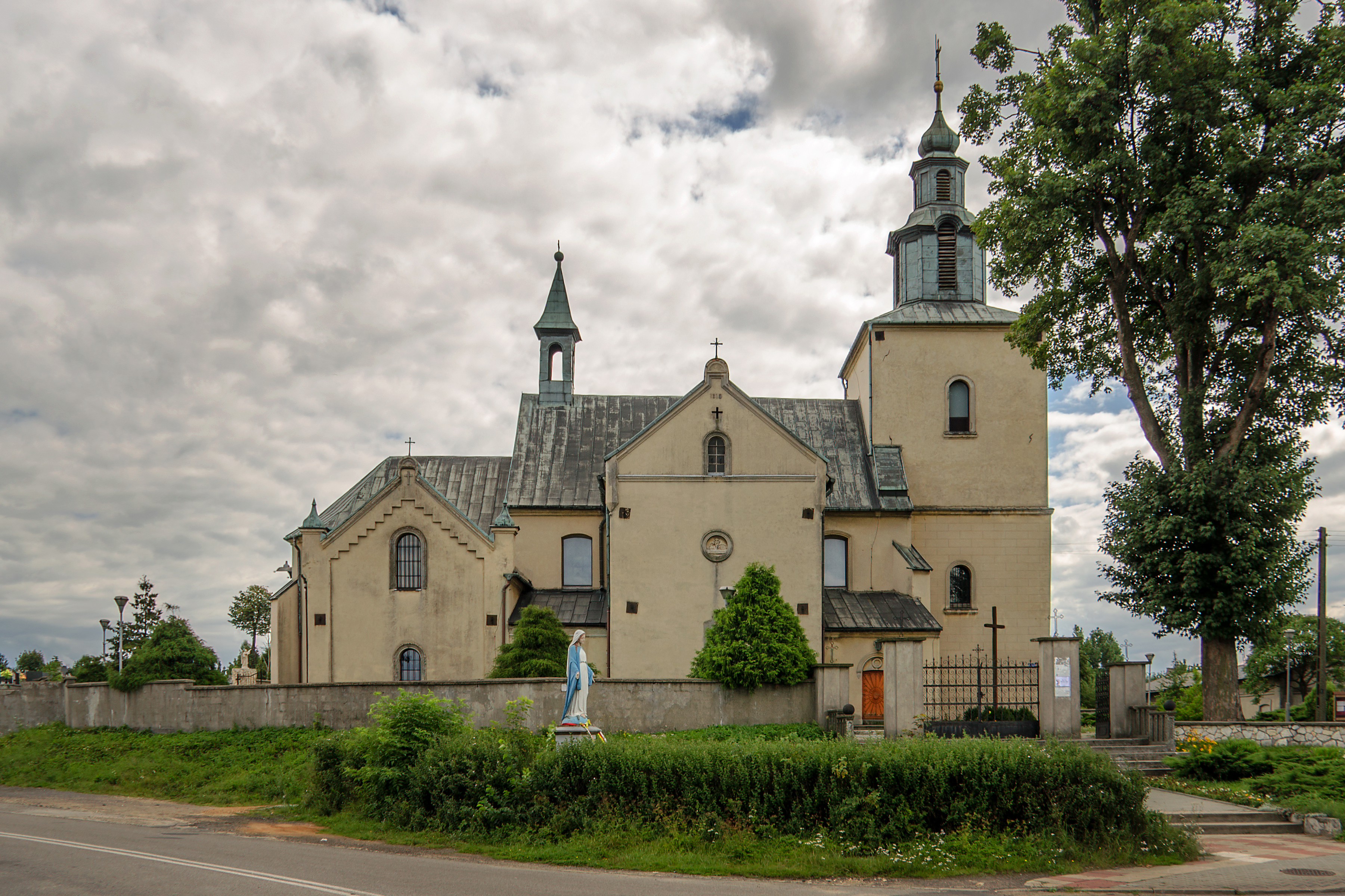
Ortskirche

## Sehenswürdigkeiten
- Kirche aus dem 16. Jahrhundert
- Kapelle an der Stelle des Flusses Warthe aus dem Jahr 1803
- Jüdischer Friedhof aus dem 18. Jahrhundert